# Управление оргазмом
Управле́ние орга́змом — половая практика контроля наступления оргазма, его продолжительности и глубины у индивида, половой пары или у принимающего партнёра, будь то женщина или мужчина. Является одним из звеньев в цикле полового ответа человека.

## Цель управления оргазмом и область применения этой формы управления
Цель управления оргазмом состоит в продлении сильных половых ощущений, которые возникли при заключительной подготовке к наступлению оргазма. Физические стимулы к поддержанию высоковозбуждённого состояния в течение некоторого времени способны вызвать у оргазмирующего сильное удовольствие, почти эйфорическое состояние. Подобную половую практику может применить любой индивид. Управление оргазмом не является «медленной мастурбацией», потому что активный партнёр использует не только стимуляцию рукой, но и любой другой метод приведения принимающего партнёра в возбуждённое состояние, будь то оральный половой акт, сексуальные игрушки или традиционное вагинальное половое сношение.

## Физиологический фундамент управления оргазмом
Испытываемый оргазм контролируется бессознательной или автономной лимбической нервной системой и сопровождается серией быстрых мышечных сокращений в нижней части таза, которые окружают первичные половые органы и анус, а также другими непроизвольными действиями, в том числе спазмами многих мышц и воскликами, и общим ощущением эйфории. Во время наступления оргазма в мозгу мужчин и женщин происходят похожие изменения, анализ активности мозга показывает временное уменьшение метаболической активности больших частей коры головного мозга при нормальной или возросшей метаболической активности в лимбических областях мозга.

## Физиологический механизм

### У мужчин
Во время вступления в оргазм мужчины чувствуют быстрые, ритмические сокращения сфинктера ануса, предстательной железы и мышц полового члена. Сперма переносится по семявыносящему протоку от яичек к предстательной железе, а также через семенные канальцы. Предстательная железа производит секрет, который образует одну из составляющих частей спермы. Упомянутое сокращение сфинктера и предстательной железы выталкивает хранившееся семя для извержения через мочеиспускательное отверстие на головке полового члена. Этот процесс занимает от трёх до десяти секунд и даёт мужчине ощущение теплоты и удовольствия. В норме, по мере того, как мужчина взрослеет, количество извергаемого им семени уменьшается, равно как и длительность испытываемого им оргазма. Но, как правило, это не затрагивает интенсивность получаемого им наслаждения, а лишь сокращает продолжительность. Обычно после семяизвержения наступает рефрактерный период, в течение которого мужчина не способен получить новый оргазм. Рефрактерный период может продлиться от нескольких секунд до нескольких часов, в зависимости от индивидуальных факторов. По мере того, как мужчина приближается к перенесению оргазма во время стимуляции его полового члена, он испытывает страстное и очень приятное пульсирующее ощущение нейромышечной эйфории. Эти пульсации начинаются с колебаний сфинктера ануса и проходят до кончика его полового члена. По мере того, как приближается наступление оргазма, эти пульсации ускоряются и усиливаются до кульминации наслаждения в виде оргазма, длящегося от 5 до 20 секунд. Во время оргазма обычно извергается сперма, которая в течение нескольких секунд может продолжить излитие во время постепенного схождения на нет ощущения эйфории. Полагают, что точное ощущение «оргазма» от одного мужчины к другому варьируется, но большинство из них соглашаются с тем, что оргазм доставляет им большое удовольствие.

### У женщин
Обычные оргазмы у женщин длятся от 5 до 23 секунд. Наступлению оргазма у женщины предшествует эрекция клитора и увлажнение входа во влагалище. Некоторые женщины проявляют «половое покраснение», розовение кожи на большей части тела в результате увеличения притока крови к коже. По мере того, как женщина приближается к оргазму, головка клитора движется внутрь под клиторную складку, а малые половые губы темнеют. В тот момент, когда наступление оргазма становится неизбежным, наружная треть влагалища уплотняется и сужается, тогда как остальная часть влагалища удлиняется и расширяется, а также наполняется набухшей тканью. Увеличиваются в размере груди, соски выступают, достигая максимального размера в начале оргазма, затем матка переносит серию из 3-15 мышечных сокращений. Женщина испытывает полный оргазм в те моменты, когда её матка, влагалище, анус и мышцы таза подвергаются серии ритмических сокращений. Большинство женщин находят эти сокращения очень приятными. Исследователи из медицинского центра Гронингенского университета в Нидерландах продемонстрировали возможность объективного распознавания оргазма с помощью характерной частоты подобных сокращений, отмечаемых в начале с интервалом в 0,8 секунды. К концу оргазма размер грудей возвращается к исходному, но соскам для этого требуется больше времени. После оргазма клитор выступает из-под своей складки, а затем, обычно в течение десяти минут, возвращается к своему обычному размеру.

### Неуправляемый спонтанный оргазм
Спонтанные оргазмы возникают без прямой стимуляции, нередко во время эротических мечтаний. Хотя часто повреждение спинного мозга ведёт к утрате определённых ощущений и изменению самовосприятия, человек с такого рода травмой не лишён половых ощущений, полового возбуждения и эротических желаний. Ряд индивидов способны достичь оргазма лишь с помощью умственной стимуляции. Некоторые виды неполовой деятельности могут привести к спонтанному оргазму. Например, непреднамеренная лёгкая стимуляция половых органов сиденьем велосипеда или при выполнении физических упражнений, когда мышцы таза напряжены, при зевании или чихании. Было отмечено, что некоторые антидепрессанты могут провоцировать спонтанный оргазм как побочную реакцию. Точные данные о том, сколько больных, подвергавшихся лечению антидепрессантными препаратами, испытали спонтанный оргазм, отсутствуют, поскольку большинство из них не пожелали признать этот факт.

### Неуправляемый непроизвольный оргазм
Неуправляемые оргазмы могут произойти как результат полового контакта по принуждению — при изнасиловании или при половом нападении, и часто связаны с чувством стыда, вызванного самообвинительным отношением. Количество известных случаев о тех, кто испытал недозволенный половой контакт и ощутил неуправляемый оргазм, очень незначительное, возможно, о них не сообщают из-за чувств стыда и бесчестья. Непроизвольные оргазмы могут случаться у обоих полов.

### Активный вызов оргазма
Наиболее распространён способ вызова оргазма у мужчины при стимуляции его полового члена, а у женщин при стимуляции клитора. Достаточная для вызова оргазма стимуляция у мужчин может достигаться во время влагалищной или анальной формы полового сношения, стимуляции простаты (пеггинг, массаж простаты), орального секса (минета) или путём мастурбации. Как правило, это сопровождается семяизвержением. У женщин оргазм возникает при влагалищной форме полового сношения, при оральном сексе (куннилингусе), анальном сексе, мастурбации или при другом непроникающем сексе. Возможно достижение оргазма при стимуляции сосков у обоих полов, матки или других эрогенных зон. Оргазм вызывается с помощью фингеринга, фистинга, от проникновения с помощью дилдо или другой половой игрушки, а также при применении сексуальных вибраторов или эротической электростимуляции. Наряду с физической стимуляцией, оргазм достигается при психологическом возбуждении, таком как воображение (которое может быть ночной поллюцией). Для половой стимуляции важны две гомологичные структуры: скиновы железы у женщин и простата у мужчин. G-точка относится к обеим этим областям.

## Методики

### Факторы управления оргазмом и овладение методикой управления
Управление своим собственным оргазмом или оргазмом партнёра с помощью физической стимуляции и ощущений связано с эмоциональными и физиологическими уровнями возбуждения. Опыт, накопленный при занятиях мастурбацией, облегчает индивиду изучение управления своим собственным оргазмом и временем его наступления. Если же стимуляция проводится обоими партнёрами, то они способны управлять собственными ответами в виде оргазма и временем его наступления. Партнёры способны научиться управлению или усилению оргазма и временем его наступления, выбрав, кто из них управляет оргазмом другого, а кто отвечает первому. Часто вначале опыт управления оргазмом наиболее эффективно приобретается с помощью методик неодновременной взаимной мастурбации, разделяемой с партнёром. Отработанные на практике выученные ответы в виде оргазма обоих партнёров способны улучшить как управление оргазмом, так и его распространение при каждом половом взаимодействии.

### Тактика управления оргазмом
Обычно активный партнёр медленно и нежно приводит в возбуждённое состояние принимающего партнёра, постепенно поднимая его на самую высокую точку в фазе возвышенности, где фактически и строится оргазм, но затем немного уменьшает стимулирование, чтобы отсрочить его. Путём варьирования стимуляции активный партнёр держит принимающего партнёра в высоковозбуждённом состоянии, так, чтобы он не достигал оргазма. Когда же, в конце концов, активный партнёр доставляет принимающему партнёру достаточную половую стимуляцию для получения оргазма, то испытываемый оргазм возможен сильнее обычного по причине возросшего напряжения и возбуждения, которые возникли при продлённой стимуляции.

### Управление индивидуальным оргазмом
В связи с тем, что индивидуальная мастурбация предоставляет возможность точного управления ощущениями и временем проведения стимуляции, многие люди применяют определённые методики управления собственным оргазмом. Методика, известная как «прекратить-и-продолжать» или «нахождение на краю» — это когда индивид проводит мастурбацию до мгновения перед кульминацией, после которой наступает оргазм, внезапно прекращая стимуляцию до вступления в оргазм. Многие отмечают, что повторение такой методики несколько раз в течение одного занятия мастурбацией приводит к более сильному и глубокому оргазму.

## Управление множественным оргазмом
В некоторых случаях женщины не имеют рефрактерного периода, или демонстрируют очень короткую рефрактерность, они могут испытать второй оргазм, а возможно, и последующие оргазмы, вскоре после первого. Поскольку происходит накопление стимуляции, последующие после первого оргазмы могут быть сильнее и доставлять больше наслаждения. У ряда женщин после оргазма клитор и соски молочных желез становятся очень чувствительными, что делает продолжение их стимуляции болезненным. Имеются сообщения о женщинах, испытывающих слишком много оргазмов, включая неподтверждённое документами утверждение, что одна молодая британская женщина в течение всего дня переносила оргазмы каждый раз, когда испытывала малейшую вибрацию.
Для мужчины возможно вступление в оргазм без семяизвержения (сухой оргазм) или извергнуть семя без получения оргазма. Ряд мужчин сообщили о получении множества последовательных оргазмов, особенно без эякуляции. Мужчины, которые получают сухие оргазмы, часто способны испытывать множество оргазмов, поскольку рефрактерный период уменьшен или отсутствует. Некоторые мужчины в состоянии мастурбировать несколько часов подряд, много раз получая оргазм.
Мужчины, подвергшиеся операциям на предстательной железе или на мочевом пузыре, либо во время приёма специфических лекарственных средств также могут испытать сухие оргазмы в связи с ретроградной эякуляцией. Другие методики включают физическое переполнение сосудов и выделение, возникающие перед семяизвержением, а не сдавливание уже происшедшей эякуляции или удержание её насильно, как указано выше. Успешное применение таких методик способно привести к продолжительным или множественным оргазмам, охватывающим всё тело. Для ряда мужчин нежная стимуляция предстательной железы, семенных канальцев и семявыносящего протока с помощью пальцев или вибратора доставляет эрогенное удовольствие, которое обеспечивает сильные оргазмы с извержением. Дилдо или страпоны оказывают стимулирующее действие на предстательную железу и могут также помочь получить множественные оргазмы. Многие мужчины, которые занялись мастурбацией или другой половой деятельностью до наступления половой зрелости, говорят о том, что они в состоянии испытать многократный оргазм без семяизвержения. Мальчики младшего возраста до их первого семяизвержения способны получать многочисленные оргазмы в связи с отсутствием у них рефрактерного периода. У девочек подобное возможно всегда, даже со вступлением их в половую зрелость. Как правило, у мужчин такая способность исчезает после их первого семяизвержения.
Есть доказательства того, что оргазмы мужчин, не достигших половой зрелости, качественно подобны «нормальному» оргазму женщины, свидетельствуя о том, что на свойства оргазма мужчины сильное влияние оказывают гормональные изменения после наступления половой зрелости.

### Управление оргазмом путём предупреждения семяизвержения
Большинство мужчин говорят о том, что недопущение семяизвержения приводит к намного более энергичному состоянию, возникающему после оргазма. Кроме того, некоторые мужчины сообщили о том, что они в состоянии по своему желанию произвести гораздо более сильные оргазмы с семяизвержением.
Небезопасная методика предупреждения семяизвержения состоит в надавливании на промежность, приблизительно посередине между мошонкой и анусом непосредственно перед наступлением эякуляции. Однако это способно привести к ретроградному семяизвержению, то есть изменить направление движения семени в мочевой пузырь, а не наружу через мочеиспускательный канал; давление на кровеносные сосуды и нервы в таком случае может вызвать серьёзные внутренние повреждения.

### Управление оргазмом в парах
Управление оргазмом требует наличия некоторого навыка, умения у активного партнёра, достаточного знакомства с ответами пассивного партнёра для того, чтобы быть в состоянии точно определять требуемые силу и время стимуляции.
Партнёры, которые одновременно стимулируют головку полового члена мужчины и клитор женщины путём взаимной одновременной мастурбации, либо путём ритмических соприкасающихся фрикций половых органов или путём настоящего проникающего полового сношения, могут достичь оргазма у одного или обоих партнёров, порой одновременно, что называют одновременным оргазмом.

## Расширенный оргазм

### Вызывание расширенного оргазма и управление им
Методики расширенного оргазма позволяют половым партнёрам учиться всё более и более детальному и точному управлению их чувствами, временем проведения стимуляции и ответами в виде оргазма у их партнёров. Расширенный оргазм — это методика половой деятельности и опыт получения более сильного и всеобъемлющего оргазма, чем обычный. Расширенный оргазм включает диапазон ощущений, который включает оргазмы большого размера и оргазмы, которые продолжаются от нескольких минут до многих часов. Этот термин был предложен в 1995 г. доктором Патрицией Тейлор. Он использовался в её докторской диссертации по исследованию сильных чувственных переживаний у 44 пар разного происхождения, и подтверждён в видеофильме, который она отсняла в 1998 г.

### Управление оргазмом с помощью медитации
В практике применения медитации, относящейся к оргазму, в течение согласованных периодов времени, половые пары проводят исследование ощущений оргазма, стимуляции и медитационного внимания ума с концентрацией на фазах оргазма, ощущении, реакции и взаимодействии, включая кульминацию и окончание. Полученные методики расширенного медитацией оргазма, исследование и теории были далее объединены в создаваемую духовную практику оргазмической медитации.
В 2009 г. это упоминалось как «Движение медленного секса» (Slow Sex Movement).

### Управление оргазмом в практике БДСМ
Практика БДСМ основана, в частности, на том, что ощущения зачастую могут усиливаться при использовании ограничений. Существуют люди, у которых связывание и другие практики усиливают половое возбуждение.

### Препараты для управления оргазмом
После наступления оргазма часто возникает расслабляющее состояние, которое приписывают высвобождению нейромедиаторов окситоцина и пролактина. Ряд исследований указали на гормон пролактин как на вероятную причину мужского рефрактерного периода. По этой причине возник экспериментальный интерес к препаратам, которые подавляют пролактин, таким как каберголин (также известным как кабезер или достинекс). Существуют данные о том, что каберголин способен полностью удалить у мужчин рефрактерный период, предоставляя им возможность испытать многочисленные эякуляторные оргазмы в частой последовательности. По крайней мере, одно научное исследование подтверждает такое утверждение.
Каберголин — это гормональный препарат, имеющий много побочных эффектов. Он не разрешён для лечения половой дисфункции. Другой вероятной причиной может быть увеличенное поступление окситоцина. К тому же полагают, что «избыточный» окситоцин может влиять на продолжительность каждого рефрактерного периода. Научное исследование по успешному документированию естественных, с полной эякуляцией многочисленных оргазмов у взрослого мужчины провели в 1995 г. в университете Рутгерс. Во время исследования за 36 минут было перенесено шесть с полной эякуляцией оргазмов без явного рефрактерного периода. В ряде случаев рефрактерный период может уменьшиться или даже исчезнуть за период полового созревания и далее во взрослый период. Позже П. Хааке и др. наблюдали холостяка, который давал многочисленные оргазмы без увеличения ответа пролактином. Сообщено, что определённые препараты обладают усиливающим оргазм действием. Мужчины и женщины усиливают оргазм, используя ингаляции нитритов. Широко известны GHB, GBL и 1,4-Бутандиол за их способность усилить оргазмы.

## Генетическая основа для индивидуальной вариации при управлении оргазмом
Исследование близнецов, проведённое в 2005 г., установило, что одна из трёх женщин никогда или редко испытывала оргазм во время полового сношения, и только одна из десяти всегда получала оргазм. Эта вариация по способности ко вступлению в оргазм, обычно полагаемая как психосоциальная, оказалась от 35 до 45 % обусловленной генетически. Исследование, охватившее 4000 женщин, было опубликовано в журнале Королевского биологического общества «Biology letters». Доктор Элизабет Ллойд процитировала его как доказательство того, что оргазм у женщин не имеет адаптивной природы.

## Примечание
1. ↑  Marcia Douglas, Lisa Douglas The Sex You Want:A Lover’s Guide to Women’s Sexual Pleasure,2002
2. 1 2  Exton, MS; et al. (April 2001). «Coitus-induced orgasm stimulates prolactin secretion in healthy subjects». Psychoneuroendocrinology 26 (3): 287 — 94. doi:10.1016/S0306-4530(00)00053-6. PMID 11166491.
3. ↑  Douglas, N & Slinger, P (1979). Sexual Secrets: The Alchemy of Ecstasy. Destiny Books.
4. 1 2  Komisaruk, Barry R.; Beyer-Flores, Carlos; Whipple, Beverly. The Science of Orgasm. Baltimore, MD; London: The Johns Hopkins University Press, 2006 (hardcover, ISBN 0-8018-8490-X).
5. ↑  Georgiadis J, Kortekaas R, Kuipers R, Nieuwenburg A, Pruim J, Reinders A, Holstege G (2006). «Regional cerebral blood flow changes associated with clitorally induced orgasm in healthy women». Eur J Neurosci 24 (11): 3305-16. doi:10.1111/j.1460-9568.2006.05206.x. PMID 17156391.
6. ↑  Baker, R. R., and Bellis, M. A. (1993). Human sperm competition: Ejaculation manipulation by females and a function for the female orgasm. Animal Behavior, 46, 887—909.
7. ↑  Roy Levin, PhD; Cindy Meston, PhD. Nipple/Breast Stimulation and Sexual Arousal in Young Men and Women (англ.) // The Journal of Sexual Medicine. — 2006. — 1 May (vol. 3, iss. 3). — P. 450—454. — doi:10.1111/j.1743-6109.2006.00230.x. Архивировано 22 марта 2021 года.
8. 1 2  Whipple, B.; B. Myers and B. Komisaruk (1998). «Male Multiple Ejaculatory Orgasms: A Case Study». Journal of Sex Education and Therapy 23 (2): 157 — 62.
9. ↑  Christopher Shea (2005-04-24). «Orgasmic science». The Boston Globe. http://www.arlindo-correia.org/241005.html.
10. ↑  «Do all orgasms feel alike?». http://findarticles.com/p/articles/mi_m2372/is_2_39/ai_91475118 Архивная копия от 4 мая 2009 на Wayback Machine. Retrieved on 2007-01-05.
11. 1 2  Women fall into 'trance' during orgasm — Times Online. Дата обращения: 30 января 2016. Архивировано из оригинала 15 июля 2011 года.
12. ↑  «Anatomic and physiologic changes during female sexual response». Clinical Proceedings. Association of Reproductive Health Professionals. http://www.arhp.org/healthcareproviders/cme/onlinecme/NYNCP/changes.cfm Архивная копия от 8 июля 2008 на Wayback Machine. Retrieved on 2007-02-01.
13. ↑  8-13 Hz fluctuations in rectal pressure are an obj… [Arch Sex Behav. 2008] — PubMed result
14. ↑  «The core of female orgasm». Human Sexuality — Orgasm. Sex Terms.
Архивированная копия. Дата обращения: 22 мая 2011. Архивировано 27 мая 2011 года..
15. ↑  O’Connell HE, Sanjeevan KV, Hutson JM. Anatomy of the Clitoris J Urol. 2005 Oct;174 (4 Pt 1):1189-95; Time for rethink on the clitoris at BBC News site.
16. ↑  «The core of female orgasm». Human Sexuality — Orgasm. Sex Terms. Архивировано 27 мая 2011 года.
17. 1 2  D. John Anthony, «Trauma Counseling», Anugraha Publications, Tamil Nadu, India, Sep. 2005.
18. ↑  Nancy Tuana, Rosemarie Tong, Feminism and Philosophy, Westview Press, (ISBN 0-8133-2213-8, ISBN 978-0-8133-2213-1), 1995
19. ↑  Levin RJ, van Berlo W (April 2004). «Sexual arousal and orgasm in subjects who experience forced or non-consensual sexual stimulation — a review». J Clin Forensic Med 11 (2): 82-8. doi:10.1016/j.jcfm.2003.10.008. PMID 15261004.
20. ↑  Steve Bodansky, Vera Bodansky, Extended Massive Orgasm, p3, p29, Hunter House, 2000
21. ↑  Alex Comfort (1994). The New Joy of Sex. ISBN 1-85732-097-2
22. ↑  The ESO Ecstasy Program: Better, Safer Sexual Intimacy and Extended Orgasmic Response, Alan Brauer & Donna Brauer, Warner Books (1991), Page 24-25, Masters in Johnson … described female orgasm as «a brief episode of physical release» characterized by either «a series of rapidly recurrent orgasmic experiences between which no recordable plateau-phase intervals can be demonstrated or by a single, long-continued orgasmic episode… status orgasmus is may last from 20 to more than 60 seconds».
23. ↑  Chia, Mantak & Abrams, Douglas (1996). The Multi-Orgasmic Man. Harper San Francisco. ISBN 0-06-251336-2.
24. ↑  «British woman suffers from orgasms every 5 minutes». Pravda. 2006-05-26. Дата обращения: 25 июня 2009. Архивировано 3 июля 2009 года.
25. 1 2  Janssen, D.F. (October 2002). «Volume I: The Sexual Curriculum: The Manufacture and Performance of Pre-Adult Sexualities.». Growing Up Sexually — The Sexual Curriculum.
26. ↑  Janssen, D.F. (August 2004). «Volume II: The Sexual Curriculum: The Manufacture and Performance of Adult Sexualities». Grown Up Sexually --The Sexual Curriculum.
27. ↑  «Continuous Male Orgasms». «Learn to enhance and maintain indefinitely the physiological events and associated pleasure of an absolutely imminent ejaculatory orgasm.» (недоступная ссылка)
28. ↑  Byerly, Paul & Lori. «How to make sex better for him». Retrieved on 2006-11-02. «Boys who discover masturbation before puberty can’t ejaculate, but they can have orgasms. They can also have multiple orgasms like women can, but then lose this ability when puberty adds ejaculation to their orgasms.» Архивировано 5 ноября 2006 года.
29. 1 2  Havelock Ellis Studies in the Psychology of Sex, vol. vi, p. 552, F. A. Davis Co., 1910, Kindle Edition 2008 ISBN 1-60303-186-3
30. ↑  Levay, Simon; Sharon McBride Valente (2005-11-15). Human Sexuality, Second Edition. Sinauer Associates, Inc.. ISBN 978-0-87893-465-2.
31. ↑  «Continuous Male Orgasms». . «Learn to enhance and maintain indefinitely the physiological events and associated pleasure of an absolutely imminent ejaculatory orgasm.» (недоступная ссылка)
32. ↑  «The Journal of Sexual Medicine». www.blackwell-synergy.com/doi/abs/10.1111/j.1743-6109.2006.00230.x (недоступная ссылка).
33. ↑  Patricia Taylor, PhD thesis (2000), In her PhD research study, the average time spent in an EO session was 54 minutes
34. ↑  «Masters and Johnson». The Discovery Channel. Архивированная копия. Дата обращения: 22 сентября 2011. Архивировано 18 мая 2006 года.. Retrieved on 2006-05-28.
35. ↑  https://www.nytimes.com/2009/03/15/fashion/15commune.html Архивная копия от 17 сентября 2017 на Wayback Machine Patracia Leigh Brown and Carol Pogash. «The Pleasure Principle». Published by The New York Times Published March 15, 2009. Retrieved on 2009-05-05.
36. ↑  http://www.nypost.com/seven/03312009/entertainment/touch_and_go_situation_162212.htm Архивная копия от 24 июля 2009 на Wayback Machine Justin Rocket Silverman. «ORGASMIC MEDITATION COMES TO NYC». Published by The New York Post on March 31, 2009. Retrieved on 2009-05-14.
37. ↑  Author by Ashley Harrell. Slow-Sex Movement Picking up Speed «Slow-Sex Movement Picking up Speed». Published by the San Francisco Weekly April 14, 2009. http://blogs.sfweekly.com/thesnitch/2009/04/slow-sex_movement_picking_up_s.php Архивная копия от 1 октября 2011 на Wayback Machine Slow-Sex Movement Picking up Speed.Retrieved on 2009-04-14.
38. ↑  «Orgasmic Meditation as a Practice». by OneTaste.us. http://www.onetaste.us Архивная копия от 28 июня 2009 на Wayback Machine. Retrieved on 2009-05-18.
39. ↑  Steve Bodansky, Vera Bodansky, Extended Massive Orgasm, p27-32, Hunter House, 2000.
40. 1 2  Haake, P.; et al. (April 2002). «Absence of orgasm-induced prolactin secretion in a healthy multi-orgasmic male subject». International Journal of Impotence Research 14 (2): 133 — 5. doi:10.1038/sj.ijir.3900823.
41. ↑  Krüger, Tillmann H.C.; et al. (December 2003). «Effects of acute prolactin manipulation on sexual drive and function in males». Journal of Endocrinology 179 (3): 357 −65. doi:10.1677/joe.0.1790357. PMID 14656205. http://journals.endocrinology.org/joe/179/joe1790357.htm Архивная копия от 14 июня 2006 на Wayback Machine. Retrieved on 2006-05-28.
42. ↑  «Female orgasm is 'down to genes'». BBC. 2005-06-07. http://news.bbc.co.uk/1/hi/health/4616899.stm Архивная копия от 9 февраля 2009 на Wayback Machine. Retrieved on 2006-05-28.
43. ↑  Primary Care Sciences Research Centre, Keele University (2005-06-07). Genetic influences on variation in female orgasmic function: a twin study by Dr KM Dunn, Dr LF Cherkas and Prof TD Spector. Press release. http://www.eurekalert.org/pub_releases/2005-06/rs-sir060605.php Архивная копия от 8 мая 2009 на Wayback Machine. Retrieved on 2006-05-28.
44. ↑  Otto, Herbert A. (1988) New Orgasm Options: Expanding Sexual Pleasure.